# Saccocirrus tridentiger
Saccocirrus tridentiger är en ringmaskart som beskrevs av Brown 1981. Saccocirrus tridentiger ingår i släktet Saccocirrus och familjen Saccocirridae. Inga underarter finns listade i Catalogue of Life.